# Wino ryżowe
Wino ryżowe – napój alkoholowy produkowany z ryżu, pochodzi z krajów Dalekiego Wschodu. Wina ryżowe zawierają najczęściej od osiemnastu do dwudziestu pięciu procent alkoholu etylowego i są standardowo mocniejsze od tradycyjnych win produkowanych z winogron (średnio zawierające od 14 do 20% alkoholu).
Wina ryżowe wytwarza się poprzez fermentację skrobi ryżowej, przez co proces ten przypomina produkcję piwa.
Tradycyjnym regionem wytwarzania win ryżowych są kraje Dalekiego Wschodu (głównie Chiny, Korea oraz Japonia). Także w tych krajach trunki ryżowe cieszą się najwyższą popularnością.

## Rodzaj win ryżowych
- Brem – wino ryżowe pochodzące z Bali.
- Beopju – koreański likier ryżowy. Odmiana wina ryżowego Cheongju.
- Huangjiu – wino ryżowe pochodzące z Chin.
- Makgeolli – koreańskie wino ryżowe.
- Sake – japońskie wino ryżowe (sformułowanie "wino ryżowe" w odniesieniu do sake jest używane głównie w krajach zachodnich. W Polsce sake często jest błędnie utożsamiana z japońską wódką.)
- Soju – koreański napój ryżowy. Oprócz ryżu może być wytwarzany z jęczmienia, pszenicy lub ziemniaków.